# الدوري الإنجليزي لكرة القدم 1961–62
الدوري الإنجليزي لكرة القدم 1961–62 (بالإنجليزية: 1961–62 Football League)‏ هو موسم من دوري كرة القدم الإنجليزي. فاز فيه إيبسويتش تاون.